# 테스트 라이트

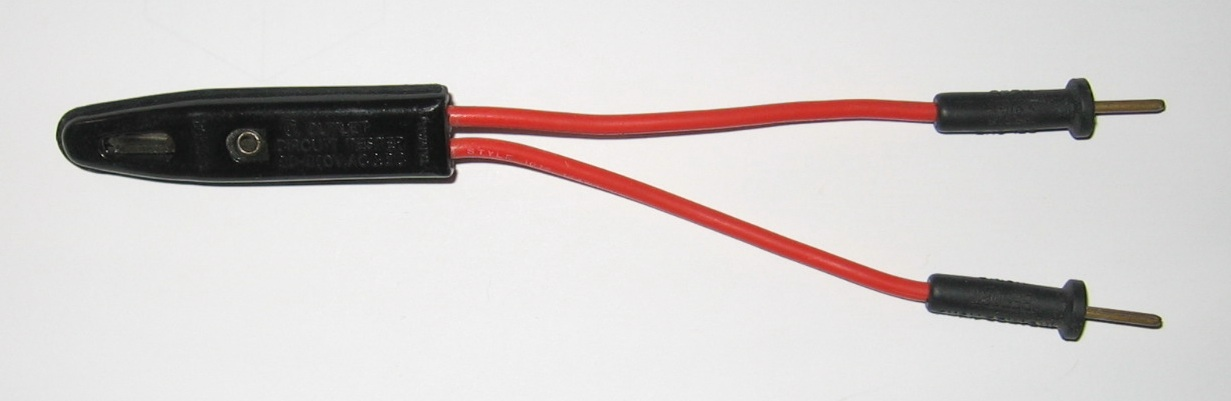
교류 전압용 네온 테스트 램프

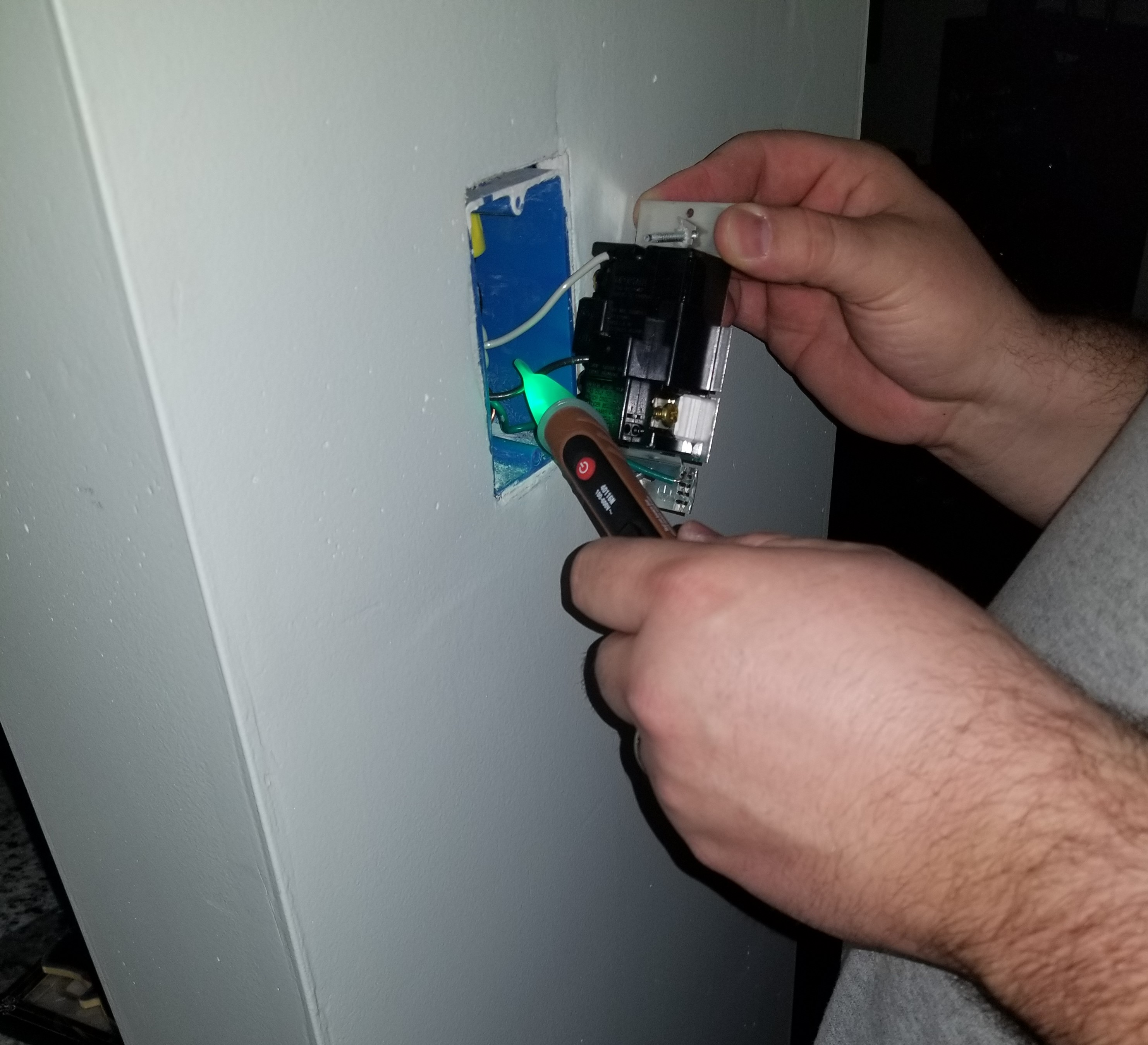
비접촉 AC 전압 감지기

테스트 라이트(영어: Test light), 테스트 램프(test lamp), 전압 테스터(voltage tester) 또는 주전원 테스터(mains tester)는 테스트 중인 장비에 전기가 흐르는지 확인하는 데 사용되는 전자 측정 장비의 일종이다. 테스트 라이트는 멀티미터와 같은 측정 기기보다 간단하고 저렴하며, 도체에 전압이 흐르는지 확인하는 데 종종 충분하다. 적절하게 설계된 테스트 라이트는 사용자를 우발적인 감전으로부터 보호하는 기능을 포함한다. 비접촉 테스트 라이트는 절연된 도체에서도 전압을 감지할 수 있다.

## 두 접점 테스트 라이트

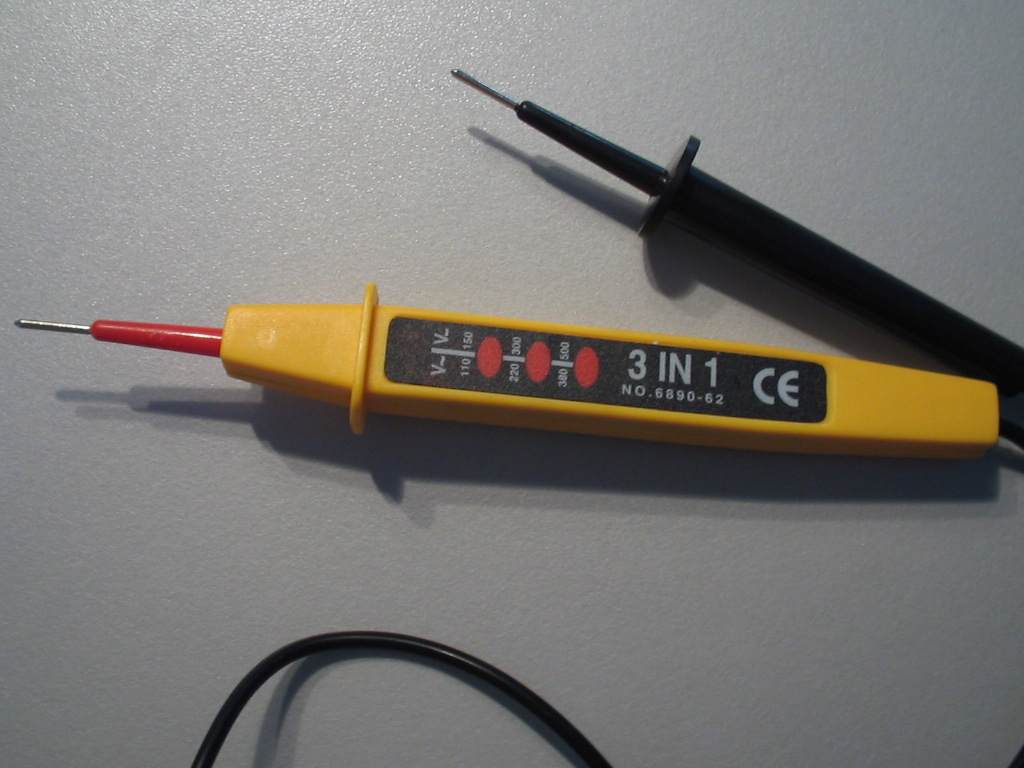
전압 크기를 대략적으로 알려주는 세 개의 램프가 있는 전압 테스터

테스트 라이트는 하나 또는 두 개의 절연된 철사 리드선으로 연결된 전기 램프이다. 종종 스크루드라이버 형태로 되어 있으며, 램프는 스크루드라이버 끝과 스크루드라이버 뒤쪽으로 돌출된 단일 리드선 사이에 연결되어 있다. 날아다니는 리드선을 접지 기준점에 연결하고 스크루드라이버 끝을 회로의 다양한 지점에 대면 각 지점의 전압 존재 여부를 확인할 수 있어 간단한 고장을 감지하고 근본 원인을 찾아낼 수 있다. 더 높은 전압의 경우, 긴 절연 손잡이에 장착된 네온등방전관으로 구성된 스테티스코프를 사용하여 2000볼트 이상의 AC 전압을 감지할 수 있다.
저전압 작업(예: 자동차 내부)의 경우, 사용되는 램프는 일반적으로 작고 저전압인 백열등이다. 이 램프는 일반적으로 약 12V에서 작동하도록 설계되었다. 자동차 테스트 램프를 주전원 전압에 적용하면 램프가 파괴될 수 있고 테스터에 단락 오류가 발생할 수 있다.
주전원 작업의 경우, 램프는 일반적으로 적절한 안정기 저항과 직렬로 연결된 작은 네온등이다. 이 램프는 종종 90V에서 수백 볼트까지 넓은 전압 범위에서 작동할 수 있다. 일부 경우, 여러 개의 개별 램프가 저항 전압 나누개와 함께 사용되어 인가 전압이 높아지면 추가 램프가 켜지도록 배열된다. 램프는 최저 전압부터 최고 전압 순서로 장착되며, 이 최소한의 막대 그래프는 전압을 대략적으로 나타낸다.
백열등은 일부 전자 장비 수리에도 사용될 수 있으며, 훈련된 기술자는 일반적으로 밝기를 대략적인 지표로 사용하여 대략적인 전압을 알 수 있다.

## 안전

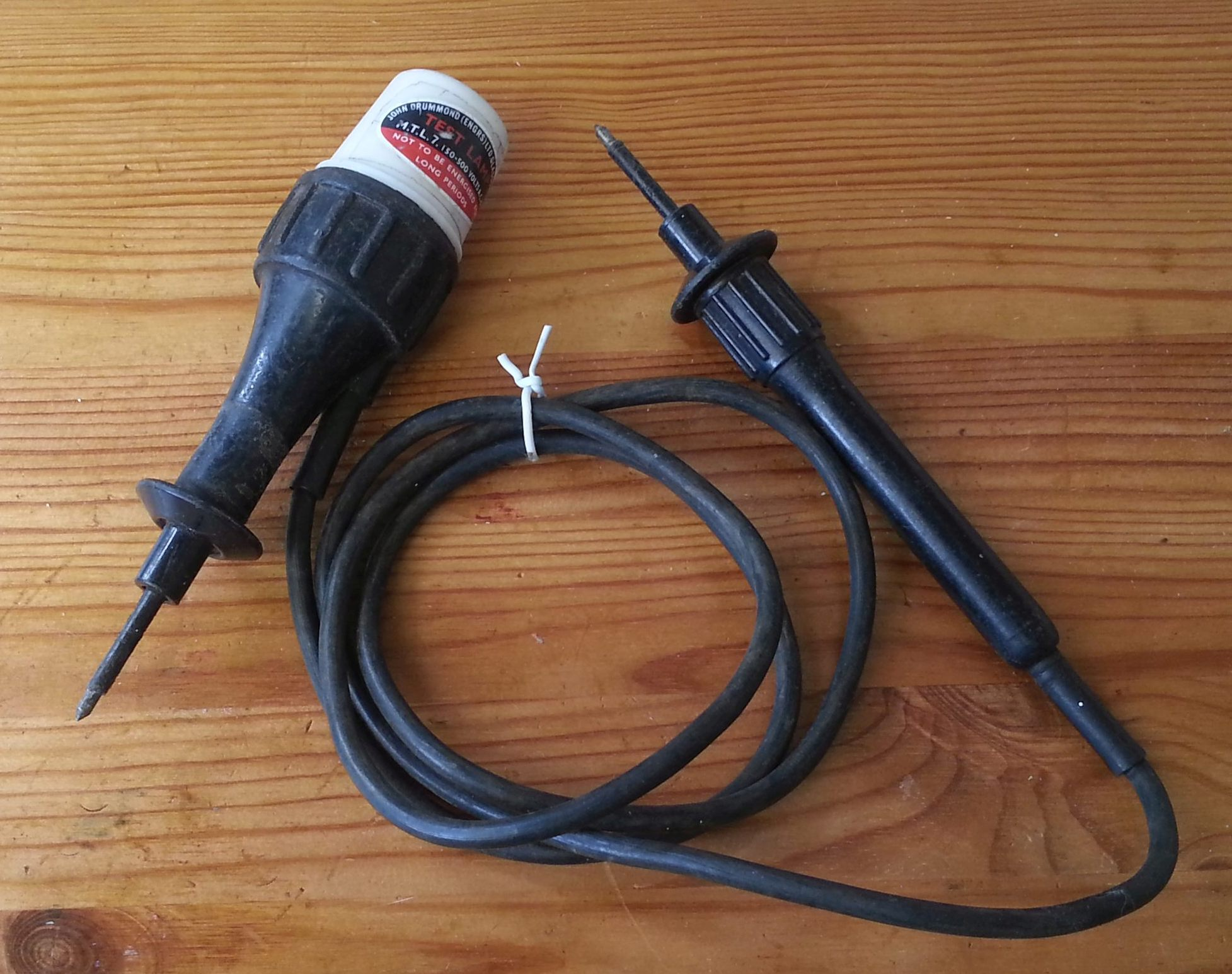
영국 GS38 규격 준수 테스트 램프. 분리 퓨즈 처리된 테스트 프로브와 전류 제한 저항이 있어 최대 1000V까지 사용 가능

휴대용 테스트 램프는 필연적으로 사용자를 활성 회로에 가깝게 만든다. 활성 배선에 우발적으로 접촉하면 합선이나 감전이 발생할 수 있다. 저렴하거나 자가 제작된 테스트 램프는 고에너지 오류에 대한 충분한 보호 기능을 포함하지 않을 수 있다. 테스트 램프 자체의 고장을 확인하기 위해 알 수 없는 회로를 테스트하기 전과 후에 테스트 램프를 알려진 활성 회로에 연결하는 것이 일반적이다.
영국에서는 영국 보건안전청(HSE)에서 제정한 지침이 테스트 램프의 구성 및 사용에 대한 권장 사항을 제공한다. 프로브는 활성 단자의 노출을 최소화하고 우발적인 접촉을 방지하기 위한 손가락 보호대가 있으며, 테스트 램프 유리 전구가 깨져도 활성 전선이 노출되지 않도록 잘 절연되어야 한다. 합선 시 전달되는 에너지를 제한하기 위해 테스트 라이트에는 전류 제한 퓨즈 또는 전류 제한 저항과 퓨즈가 있어야 한다. HSE 지침은 또한 테스트 라이트의 작동을 검증하기 위한 절차를 권장한다. 알려진 활성 회로를 사용할 수 없는 경우, 알려진 테스트 전압과 램프를 비추기에 충분한 전력을 제공하는 별도의 검증 장치를 사용하여 회로를 테스트하기 전과 후에 램프 작동을 확인한다.
테스트 램프를 작동하는 에너지는 테스트 중인 회로에서 나오므로, 이 유형의 비증폭 테스트 장비로는 일부 고임피던스 누설 전압을 감지할 수 없을 수 있다.

## 단일 접점 네온 테스트 라이트

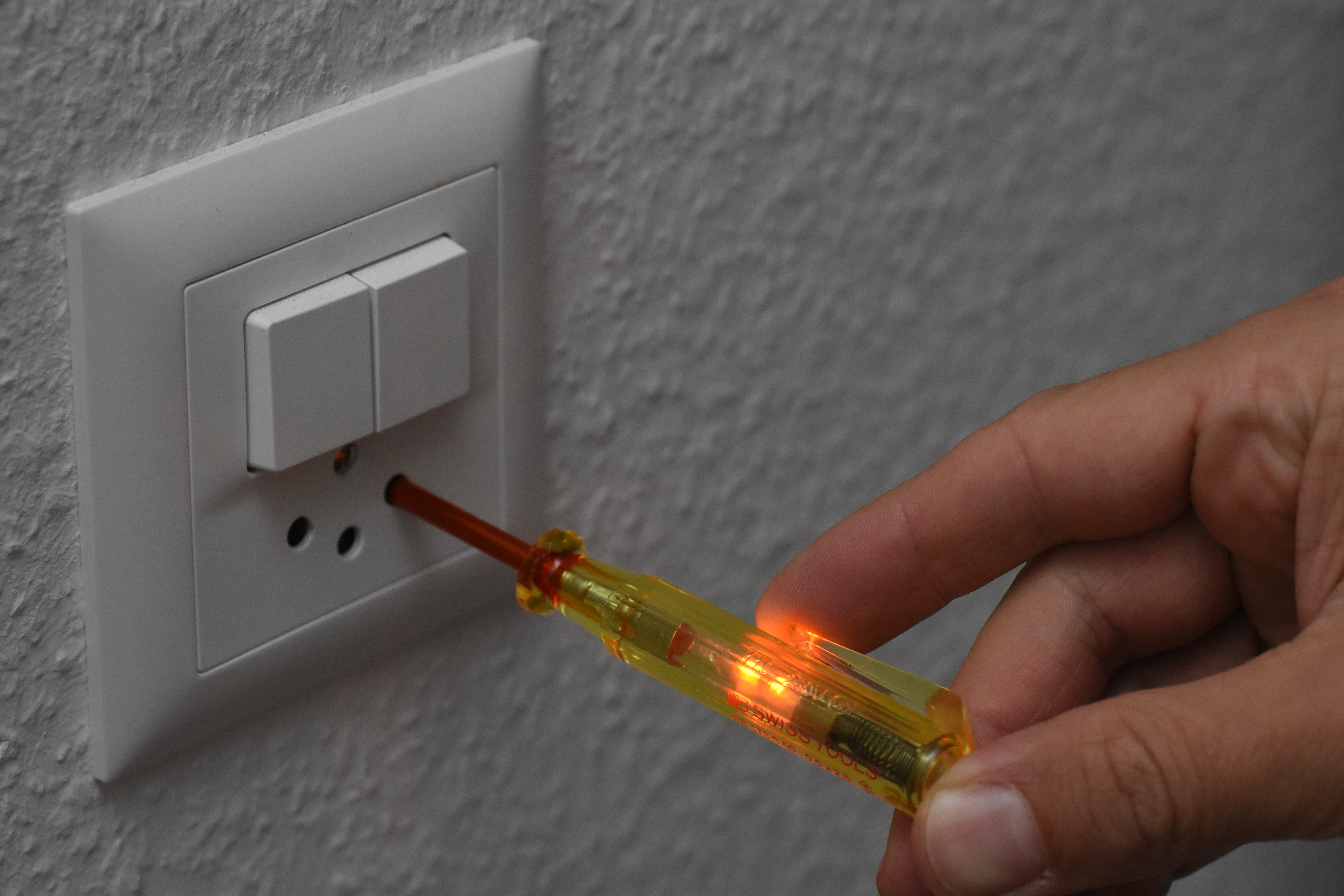
증폭기가 없는 네온 램프형 테스터. 테스트할 회로에 직접 금속 접촉이 필요하다.

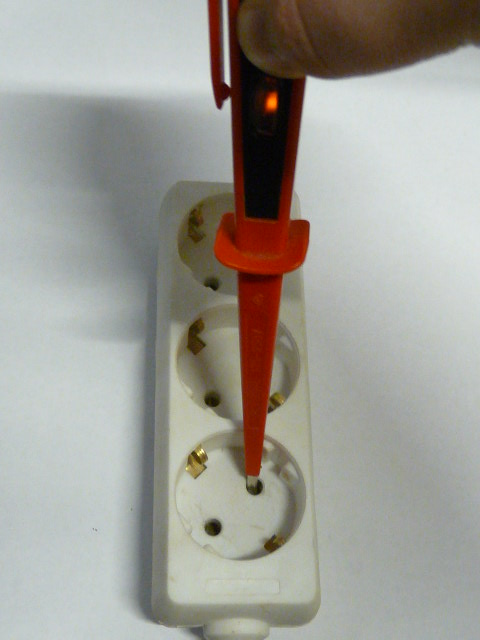
사용 중인 네온 스크루드라이버 테스트 라이트. 고옴 저항과 램프, 그리고 사용자의 몸의 분포 용량 및 저항을 통해 전류가 흐른다.

저렴한 유형의 테스트 램프는 테스트 중인 회로의 한쪽 면에만 접촉하며, 회로를 완성하기 위해 부유 용량과 사용자의 몸을 통과하는 전류에 의존한다. 이 장치는 스크루드라이버 형태를 가질 수 있다. 테스터의 끝을 테스트할 도체에 접촉시킨다(예: 스위치 안의 전선에 사용하거나 전기 소켓의 구멍에 삽입할 수 있다). 네온등은 빛을 내는 데 매우 적은 전류가 필요하므로, 사용자의 신체 용량을 접지에 연결하여 회로를 완성할 수 있다.
스크루드라이버형 테스트 램프는 매우 저렴하지만, 영국 GS 38의 구조 요구 사항을 충족할 수 없다. 샤프트가 노출되면 사용자에게 감전 위험이 있으며, 테스터의 내부 구조는 합선 오류에 대한 보호 기능을 제공하지 않는다. 저항 및 램프 직렬 네트워크의 고장은 사용자를 테스트 중인 회로와 직접 금속 접촉하게 할 수 있다. 예를 들어, 스크루드라이버 내부에 갇힌 물은 사용자에게 감전을 일으킬 만큼 충분한 누설 전류를 허용할 수 있다. 내부 단락이 사용자에게 감전을 일으키지 않더라도, 그로 인한 감전은 추락이나 기타 부상으로 이어질 수 있다. 램프는 네온 램프의 점화 전압 이하에서는 아무런 표시를 제공하지 않으므로, 특정 위험한 누설 상태를 감지할 수 없다. 회로를 완성하기 위해 용량에 의존하므로, 직류 전위는 안정적으로 표시될 수 없다. 스크루드라이버 사용자가 접지에서 격리되고 주변의 다른 활선에 용량 결합되어 있다면, 활선 회로를 테스트할 때 오탐지가 발생할 수 있고, 비활선 회로를 테스트할 때 오탐지가 발생할 수 있다. 밝은 곳에서는 네온 불빛이 잘 보이지 않아 오탐지가 발생할 수도 있다.

## 비접촉 전압 감지기
증폭 전자 테스터(비공식적으로 전기 테스터 펜, 테스트 펜 또는 전압 감지기라고 불림)는 용량성 전류에만 의존하며, 본질적으로 AC 전원이 공급되는 물체 주변의 변화하는 전기장을 감지한다. 이는 회로와 직접적인 금속 접촉이 필요하지 않음을 의미한다. 사용자는 접지 기준을 제공하기 위해 손잡이 상단을 만져야 하며(자유 공간 기생 용량을 통해), 이 때 테스트 중인 도체가 활선이면 표시 LED가 켜지거나 스피커에서 윙윙거리는 소리가 난다. 램프를 비추고 증폭기에 전력을 공급하는 추가 에너지는 작은 내부 배터리에서 공급되며, 사용자의 몸을 통해 흐르지 않는다.
장치가 활선 도체 근처에 놓이면, 도체와 센서 사이의 기생 용량과 센서에서 접지까지(사용자의 몸을 통해)의 용량으로 구성된 용량성 전압 나누개가 형성된다. 테스터가 이 분배기를 통해 전류가 흐르는 것을 감지하면 전압의 존재를 나타낸다.
일부 증폭 테스터는 감지된 필드의 상대적인 강도를 측정하기 위해 더 강한 표시(더 밝은 빛 또는 더 큰 윙윙거리는 소리)를 제공하여 전원이 공급되는 물체의 위치에 대한 단서를 제공한다. 다른 테스터는 감지된 전기장의 간단한 켜짐/꺼짐 표시만 제공한다. 전문가용 테스터는 또한 배터리와 램프가 작동하는지 사용자에게 안심시키는 기능도 포함한다.
전압 감지 펜은 선 전압 또는 저전압(약 50볼트) 범위용으로 제작된다. 주전압 감지용 테스터는 초인종이나 HVAC 제어에 사용되는 것과 같은 저전압 제어 회로에서는 아무런 표시를 제공하지 않을 수 있다.
변화하는 자기장을 감지하는 클램프형 전류계와 달리, 이 감지기는 도체에 흐르는 AC 전압에서 방출되는 교류 전기장을 감지하기 때문에 문제가 되는 전선에 전류가 흐르지 않아도 사용할 수 있다.
전기장을 감지하는 비접촉 테스터는 차폐되거나 외장된 케이블 내부의 전압을 감지할 수 없다(패러데이 새장 효과로 인한 근본적인 한계). 또 다른 한계는 DC 전압은 이 방법으로 감지할 수 없다는 것이다. DC 전류는 (정상 상태에서) 커패시터를 통과하지 않으므로 테스터가 활성화되지 않는다.
이러한 유형의 테스터는 미니 크리스마스 등불의 직렬 연결된 줄에서 어떤 전구가 고장나 회로가 끊어졌는지 감지하여 세트(또는 일부)가 켜지지 않게 하는 데 사용될 수 있다. 감지기 끝을 각 전구 끝에 대면 한쪽이라도 연결되어 있는지 확인할 수 있다. 등록되지 않는 첫 번째 전구는 문제 전구 바로 다음의 전구일 가능성이 높다. (회로를 완성하는 바이패스 션트가 있으면 타버린 전구도 양호한 것으로 표시된다.) 세트의 플러그를 뒤집어 콘센트에 다시 삽입하면 세트 또는 회로의 반대쪽 끝이 대신 등록된다.

## 회로 시험기

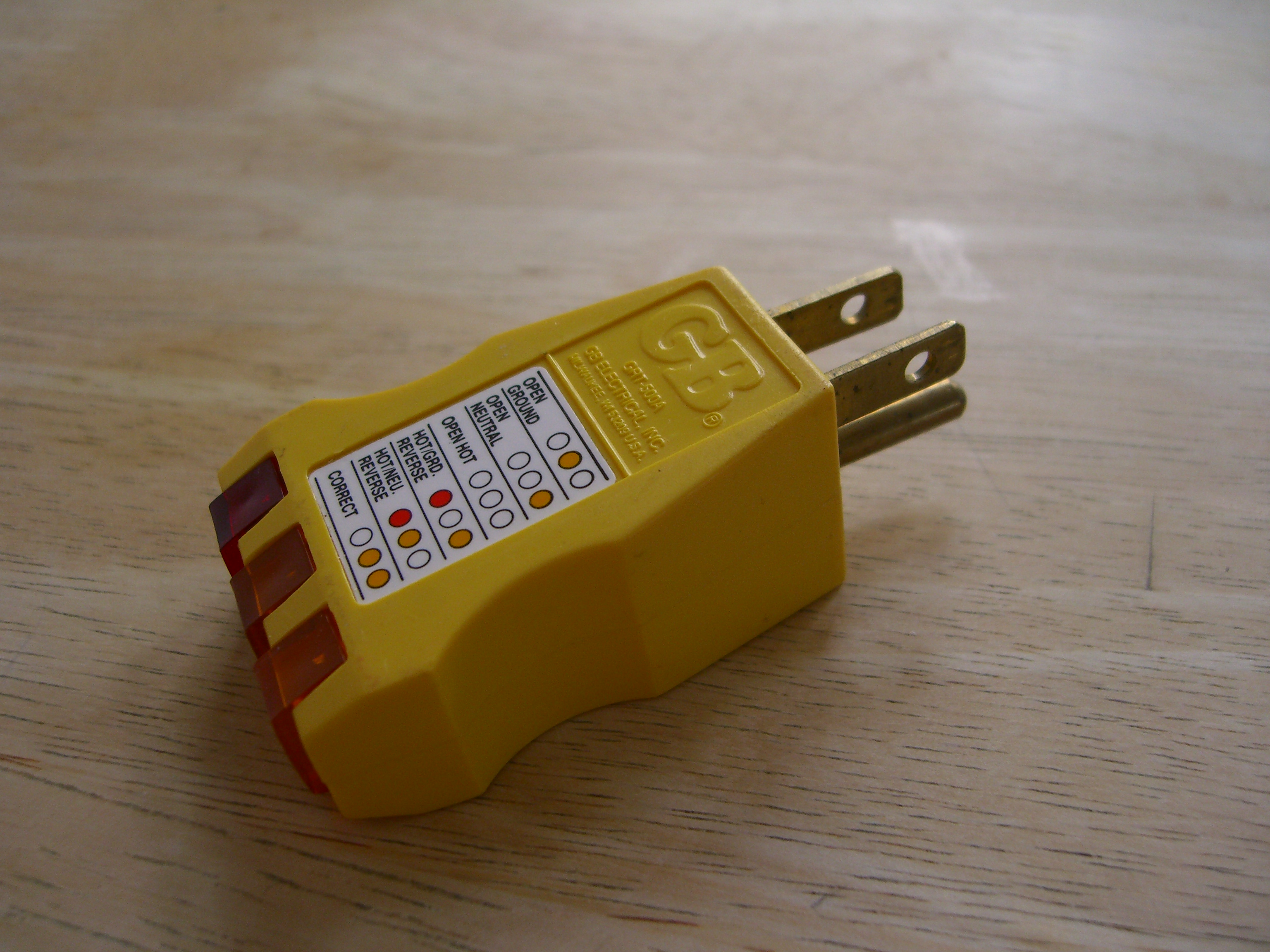
북미 접지 회로 시험기

회로 시험기(아웃렛 테스터 또는 소켓 테스터)는 콘센트에 꽂아서 일부 유형의 배선 오류를 감지할 수 있다. 특정 배선 오류는 세 가지 표시등의 다양한 조합으로 표시된다. 감지 가능한 오류에는 활선/중성선 반전, 전기 접지 또는 중성선 누락 등이 있다. 그러나 멀티탭의 중성선과 접지 사이에 연결된 서지 보호 금속 산화물 배리스터를 통한 누설 전류는 접지 연결이 존재하는 것처럼 오탐지를 일으킬 수 있다.

## 연속성 테스터 라이트
램프와 배터리를 사용하여 접점 폐쇄 또는 전선 연속성을 테스트할 수 있다. 연속성 테스터 램프를 사용하기 전에 모든 회로의 전원이 완전히 차단되었는지 확인해야 한다. 그렇지 않으면 램프가 파괴될 수 있다. 때때로 손전등은 테스트 리드를 사용하여 현장에서 개조되거나 공장에서 제조되어 손전등을 연속성 테스터로 사용할 수 있다.

## 같이 보기
- 솔레노이드 전압계